# Pesthauch des Dschungels
Pesthauch des Dschungels (Originaltitel: La Mort en ce jardin; deutsch: „Der Tod in diesem Garten“, auch Alternativtitel) ist ein französisch-mexikanischer Abenteuerfilm von Luis Buñuel.
Die Uraufführung der Originalfassung fand in Frankreich am 21. September 1956 statt.
In Deutschland lief er erstmals am 21. März 1958 in einer zensierten Fassung.

## Handlung
In einem abgelegenen Dorf eines nicht näher bezeichneten südamerikanischen Staats schürfen Arbeiter und Glücksritter nach Diamanten, darunter der alte Franzose Castin. Als Polizeikräfte die Besitzer der Diamantenminen enteignen wollen, kommt es zu Protesten, die mit Gewalt unterbunden werden. Da taucht der Abenteurer Chark auf, offenbar ein Gegner des herrschenden Militärregimes, der bei der Prostituierten Djin ein Nachtlager findet.
Bald kommt es zum bewaffneten Aufstand der Diamantensucher, in den Castin und Chark hineingezogen werden. Das Militär schlägt den Aufstand brutal nieder, worauf der angeschossene Castin fliehen muss und Chark verhaftet wird. Dieser kann aber bald aus dem neben der Kirche liegenden Gefängnis entkommen und sprengt das Munitionslager der Armee in die Luft. Pater Lizardi versucht zwischen dem Militär und den Aufständischen zu vermitteln, doch angesichts der lebensbedrohlichen Situation entschließen sich Djin, Castin und seine stumme Tochter Maria zur Flucht auf einem kleinen Flussdampfer.
Frühmorgens finden sie sich am Fluss ein, um mit dem Bootskapitän Chenko, der im Nebenberuf Zuhälter ist, davonzufahren. Pater Lizardi möchte die Gelegenheit nutzen, um bei Indianerstämmen im Dschungel zu missionieren. Doch auch Charky hat die Gelegenheit ergriffen und überwältigt Chenko. Obwohl die Gruppe einen großen Vorsprung hat, wird sie innerhalb eines Tages von einem schnellen Militärboot fast eingeholt. Charks einziger Ausweg ist die Durchquerung des Dschungels bis nach Brasilien. Zwar kennt der gefangene Chenko den Weg, doch er kann sich in der Nacht seiner Fesseln entledigen, nimmt alle Nahrungsvorräte mit und führt bald die Verfolgergruppe der Soldaten hinterher. Als es zu einem Feuergefecht beider Gruppen kommt, bei dem Chenko getötet wird, können die Flüchtlinge die Soldaten abschütteln. Doch sie verlaufen sich im Dschungel, und die Hoffnung, ihr Ziel ohne Vorräte zu erreichen, sinkt ständig. Zudem wird der erkrankte Castin immer apathischer, und die Spannungen innerhalb der Gruppe, die von seltsamen Träumen und Halluzinationen geplagt wird, nehmen zu.
Schließlich scheint ein abgestürztes Flugzeugwrack die Rettung zu bringen, zumal sich das andere Ufer eines nahgelegenen Sees schon in Brasilien befindet. Neben Lebensmitteln findet die erschöpfte Gruppe Champagner und Wertgegenstände. Jedoch ist der alte Castin völlig in Wahnvorstellungen gefangen und erschießt aus dem Hinterhalt Djin. Als Pater Lizardi sich ihm nähert, um mit ihm zu reden, wird er ebenfalls erschossen. Castin legt auch auf Chark an, verfehlt ihn aber und wird im Gegenzug von ihm tödlich getroffen. So überleben von der Gruppe nur Chark und die stumme Maria, die in einem Schlauchboot versuchen, nach Brasilien zu gelangen.

## Hintergrund
Die Idee zum Film beruht auf dem Vorschlag eines französischen Produzenten, ein Werk im Stil von Henri-Georges Clouzots Schwarzweißfilm Lohn der Angst zu drehen. Im Gegensatz zu letzterem wurde Buñuels Film in Eastmancolor (35 mm) gedreht. Buñuel machte aus der literarischen Vorlage von José-André Lacour einen ungewöhnlichen Abenteuerfilm mit politischen und surrealen Elementen, die als psychologisches Spiegelbild von Francos Spanien gesehen werden können. Allerdings wurde eine dreiminütige Sequenz von Traum- und Schockbildern in Deutschland zensiert. Davon blieben nur wenige Sekunden übrig, wie etwa, eine getötete Schlange, die von wimmelnden Ameisen aufgefressen wird und plötzlicher Schnitt zu Bildern von Paris bei Nacht mit hupenden Autos und Großstadtgeräuschen. Doch das Bild verwandelt sich in eine Postkarte, die Castin, der nach Frankreich zurückkehren will, schließlich zerreißt.